# Architetture civili di Rimini
Le architetture civili di Rimini comprendono numerosi edifici (palazzi, teatri, hotel storici, ville, villini) e altri monumenti (fontane, ponti, archi) che testimoniano la storia della città attraverso i secoli.

## Archi di trionfo

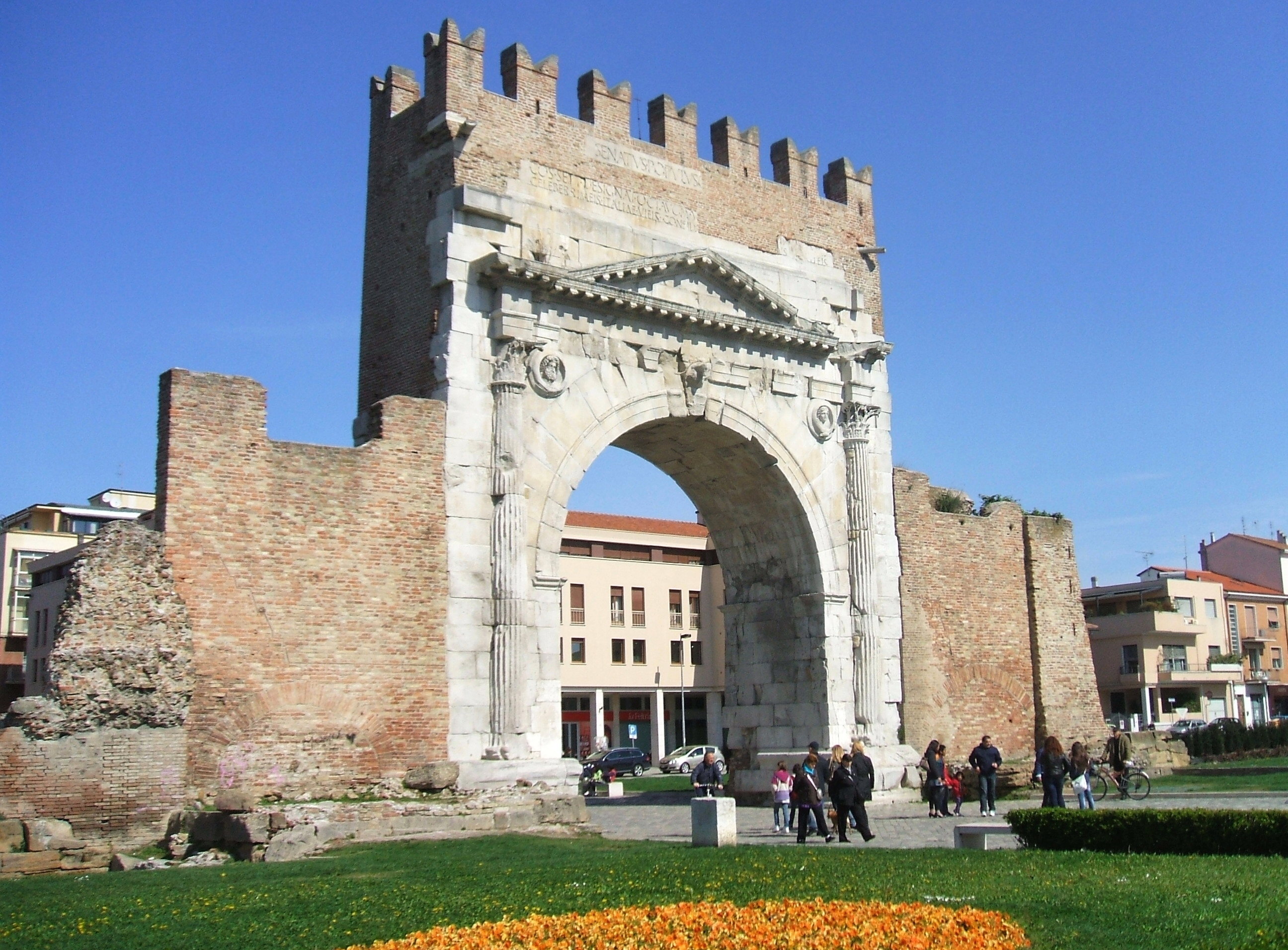
L'Arco d'Augusto

### Arco d'Augusto
L'Arco d'Augusto, il più antico arco romano superstite e simbolo di Rimini, fu costruito nel 27 a.C. in onore di Augusto per celebrare il restauro delle più importanti strade consolari italiane. Il fornice misura 8,84 metri di luce e 10,4 di altezza. Su entrambe le fronti l'arco presenta due semicolonne corinzie che sorreggono una trabeazione dalle cornici elegantemente decorate. Nel serraglio è scolpita una testa di bue, mentre all'interno di quattro clipei, due per ogni lato, sono raffigurate le divinità tutelari della colonia di Ariminum: Nettuno e Minerva sulla fronte interna, Giove e Apollo su quella esterna. L'attico, sul quale era probabilmente collocata una grande quadriga marmorea guidata da Augusto, fu in parte smantellato nel Medioevo e coronato da una merlatura. Il monumento era affiancato originariamente da mura in arenaria, e da due torri a pianta quadrilatera, distrutte nel 1938 durante i lavori di isolamento.

## Edifici storici della marineria

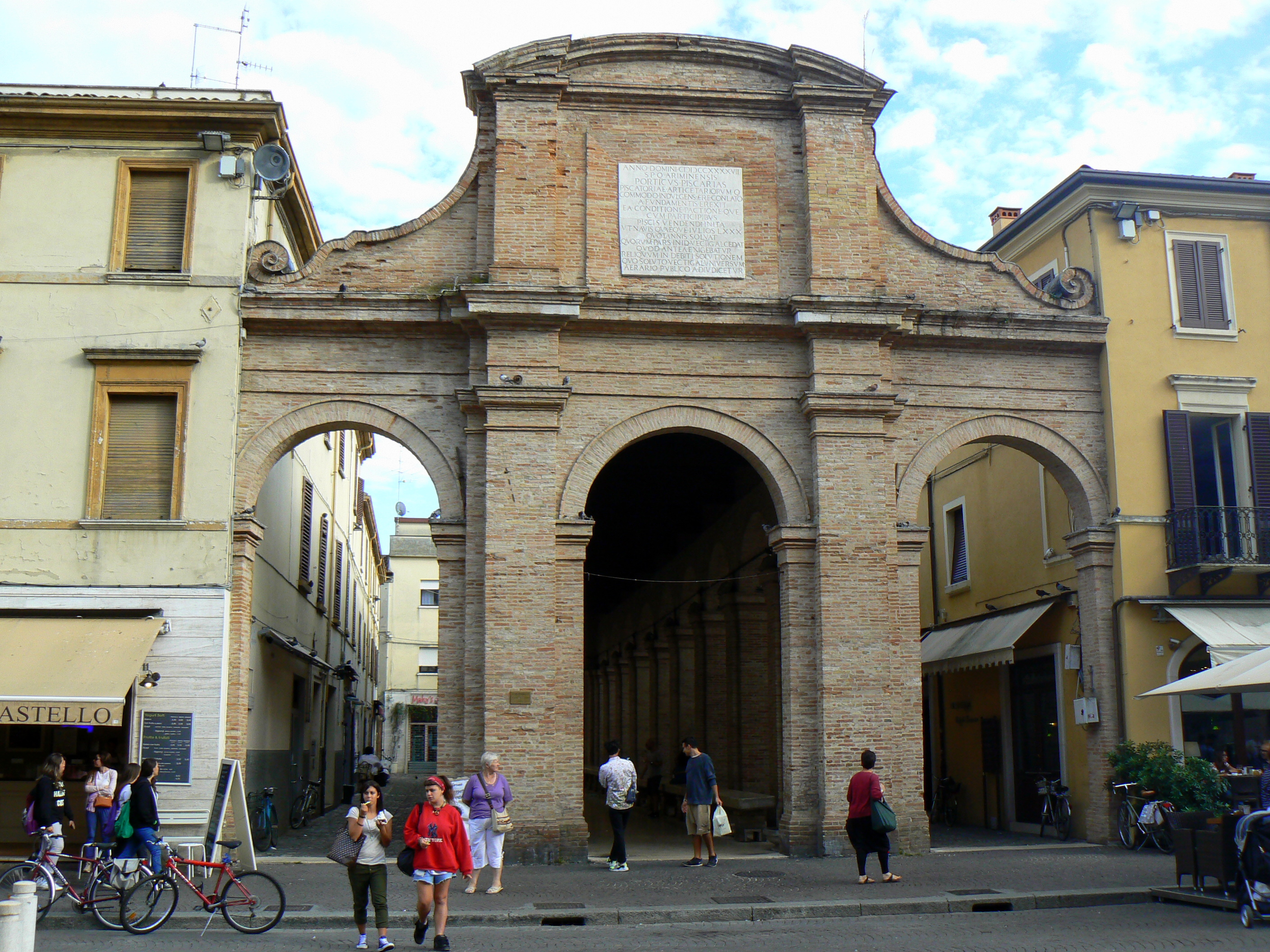
La pescheria

### Faro
Il faro, elegante edificio costruito nel 1754, subì numerose modifiche nei secoli e fu ricostruito nel 1946 dopo i gravi danni subiti durante la seconda guerra mondiale. È alto 27 metri e ha una portata luminosa di 15 miglia.

### Pescheria
Edificata nel 1747 in piazza Cavour su progetto di Giovan Francesco Buonamici, è un elegante edificio porticato sotto il quale si svolse per secoli il mercato del pesce. È aperta sui lati da nove arcate su massicci pilastri in muratura, coronata da una copertura su capriate lignee, ed è unita agli altri edifici della piazza da un fronte a tre arcate culminante in un timpano curvo affiancato da volte barocche. Agli angoli della pescheria si trovano quattro fontanelle in pietra, decorate da delfini dalla cui bocca zampilla l'acqua. Il percorso centrale è delimitato da banconi in marmo, sotto i quali corre una canalina per lo scolo e la raccolta dell'acqua.

## Fontane

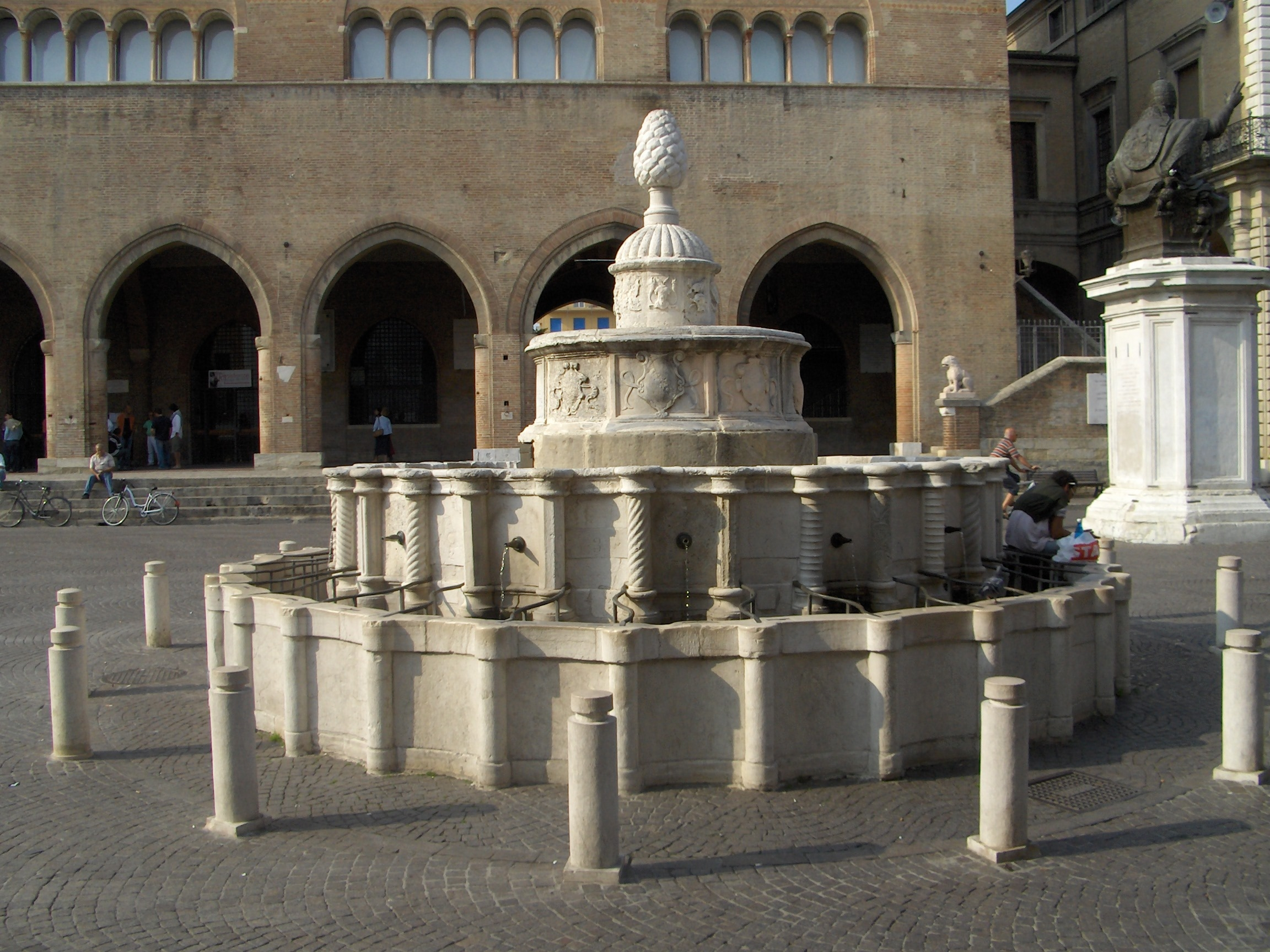
La Fontana della Pigna

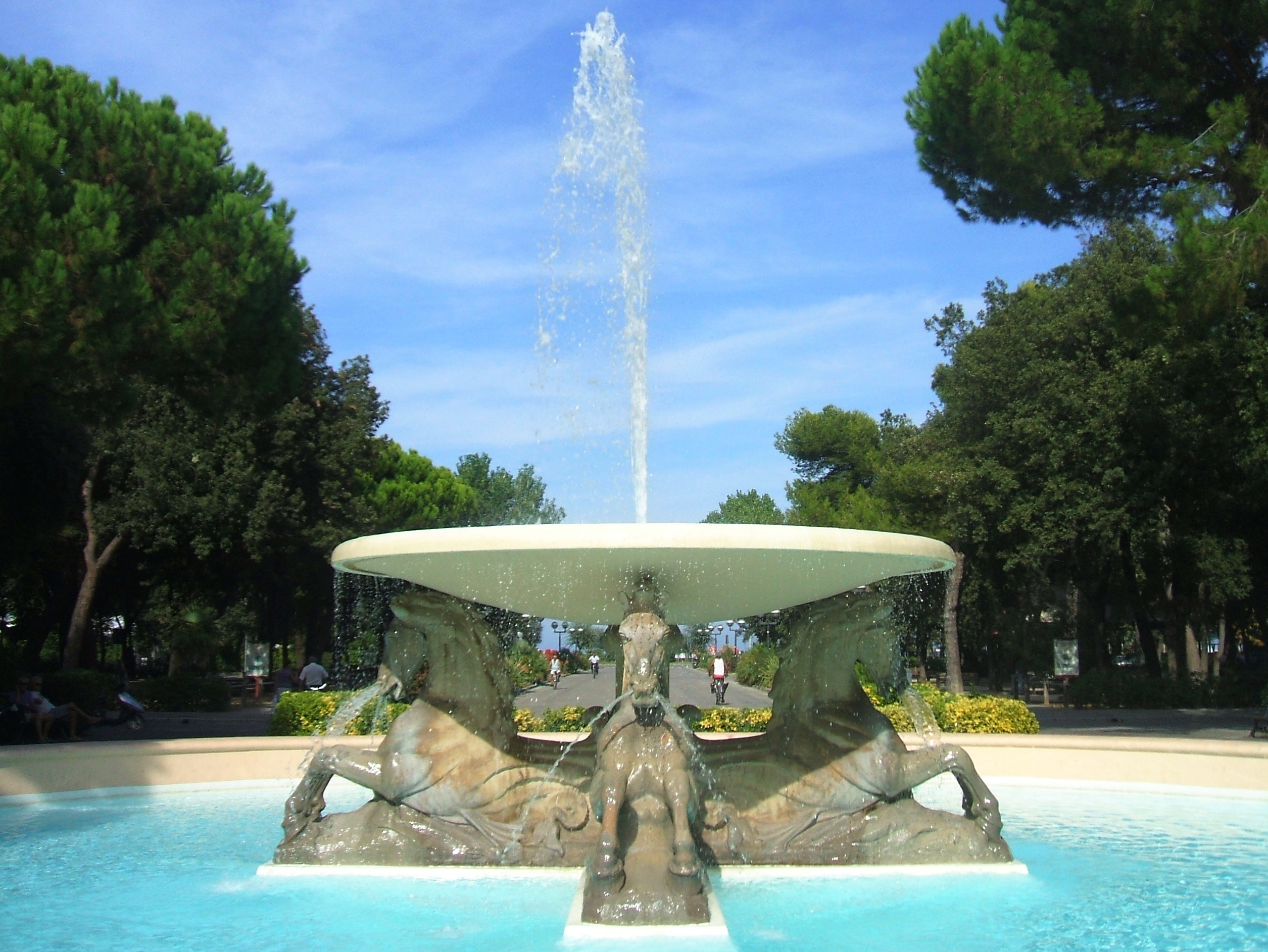
La Fontana dei Quattro Cavalli

### Fontana della Pigna
La fontana della Pigna, di origini medievali, fu ricostruita 1543 da Giovanni da Carrara. Ha una struttura circolare lobata, composta di tre tamburi sovrapposti. I due bacini inferiori,  frammezzati da colonnine ognuna differentemente decorata con motivi geometrici o vegetali, rimandano alla classica tipologia medievale, mentre quello superiore, di dimensioni più ridotte, racchiude la botte di contenimento dell'acqua; la sommità, coronata dalla pigna posta in sostituzione della preesistente statua di S. Paolo, è costituita da un tamburo risalente all'epoca romana, lungo il quale corre un fregio raffigurante armi, scudi e trofei. Un'iscrizione ricorda l'ammirazione di Leonardo da Vinci nell'ascoltare la caduta dell'acqua dalle quindici cannelle.

### Fontana dei Quattro Cavalli
È uno dei simboli della Rimini balneare, opera dello scultore riminese Filogenio Fabbri del 1928. Fu demolita nel 1954 e ricostruita fedelmente nel 1983, ricomponendo in parte gli elementi originali. La base della fontana è costituita da una grande vasca di forma circolare che rappresenta simbolicamente il mare. Quattro cavalli marini, dalle cui narici sgorga l'acqua, sorreggono una vasca superiore, al centro della quale si innalza uno scenografico zampillo verso l'alto.

## Hotel

### Grand Hotel
Il Grand Hotel fu costruito in stile liberty su progetto di Paolito Somazzi tra il 1906 e il 1908 e dichiarato monumento nazionale nel 1994. L'edificio è preceduto da una grande terrazza sopraelevata ed ha una pianta a ferro di cavallo, con due ali laterali. La facciata, a cinque ordini, con due torrette centrali originariamente concluse da cupole moresche e due laterali affiancate da terrazze, è notevole per la sua decorazione floreale. All'interno ha 117 camere, un grande atrio, un ristorante e ambienti di soggiorno affacciati sul parco antistante, arredati da mobili e lampadari veneziani del XVIII secolo. Vi soggiornarono personalità illustri, sovrani, nobili ed esponenti dell'alta borghesia europea.

### Palazzine Roma e Milano
Le palazzine Roma e Milano furono costruite nel 1863 come hotel sui due lati del primo stabilimento balneare, sostituito dal monumentale Kursaal nel 1872; entrambe furono ampliate e trasformate nelle forme attuali nel 1929. Sono due edifici in stile classico, identici tra loro e posti in posizione simmetrica rispetto al parco Fellini e all'asse di viale Principe Amedeo; hanno un impianto formato da un corpo centrale, con portico di ingresso di ordine tuscanico e timpano in sommità, e due ali laterali, una affacciata sul mare e una verso il centro della città.

## Ospedali

### Ospedale di S. Maria della Misericordia e Chiesa di Santa Maria ad Nives
Il complesso dell'ospedale di S. Maria della Misericordia, in corso d'Augusto, comprende due distinti edifici costruiti in epoche differenti: il palazzo dell'ospedale, risalente al 1368 e ristrutturato nel Settecento, e la chiesa sconsacrata di Santa Maria ad Nives, costruita in sobrie forme barocche tra il 1730 e il 1754. Il palazzo dell'ospedale ha una pianta rettangolare irregolare, con un lungo atrio coperto da volte a crociera, due corti interne e un cortile sul retro. È sede del Consiglio Provinciale.

## Palazzi

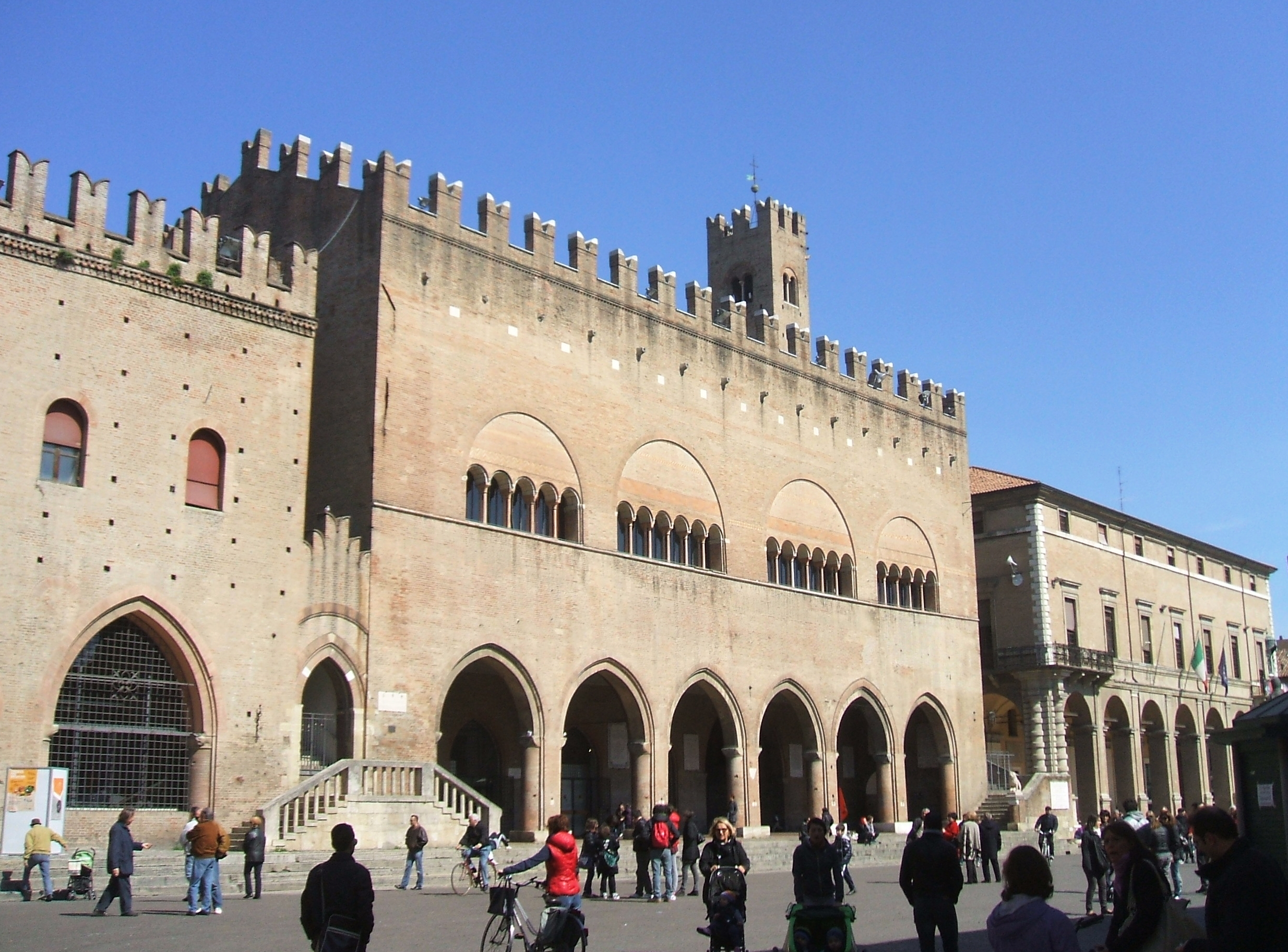
Palazzo dell'Arengo

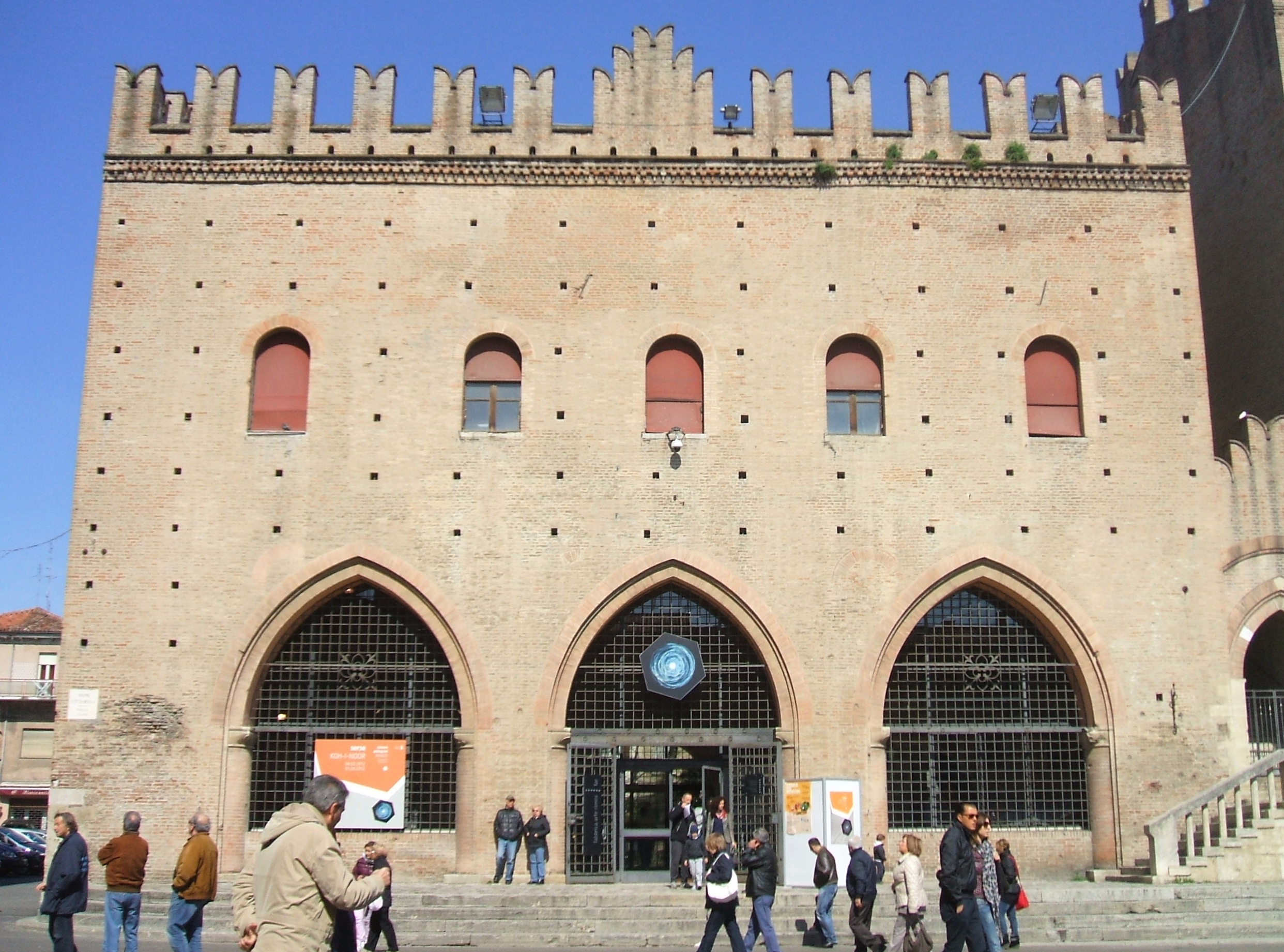
Palazzo del Podestà

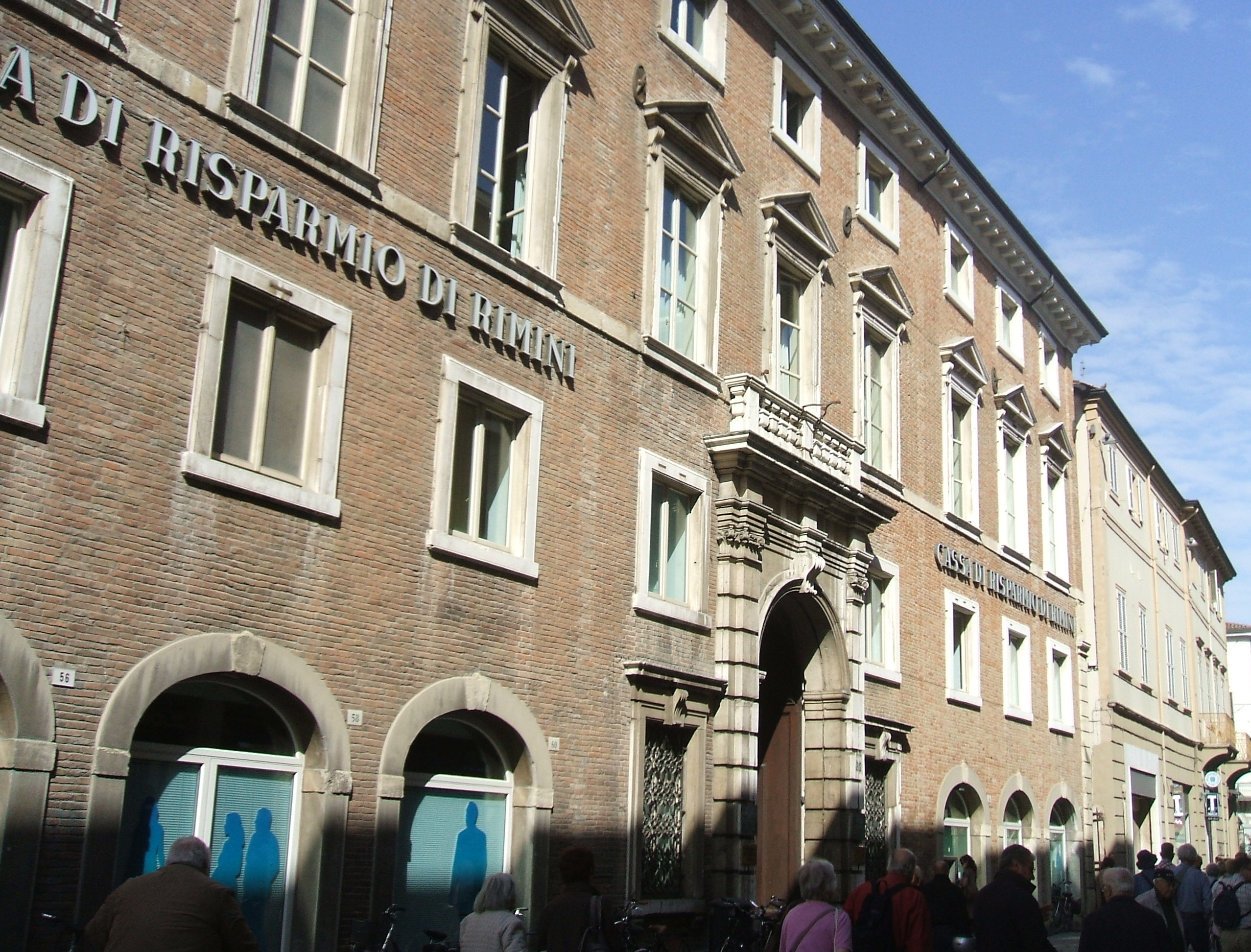
Palazzo Buonadrata

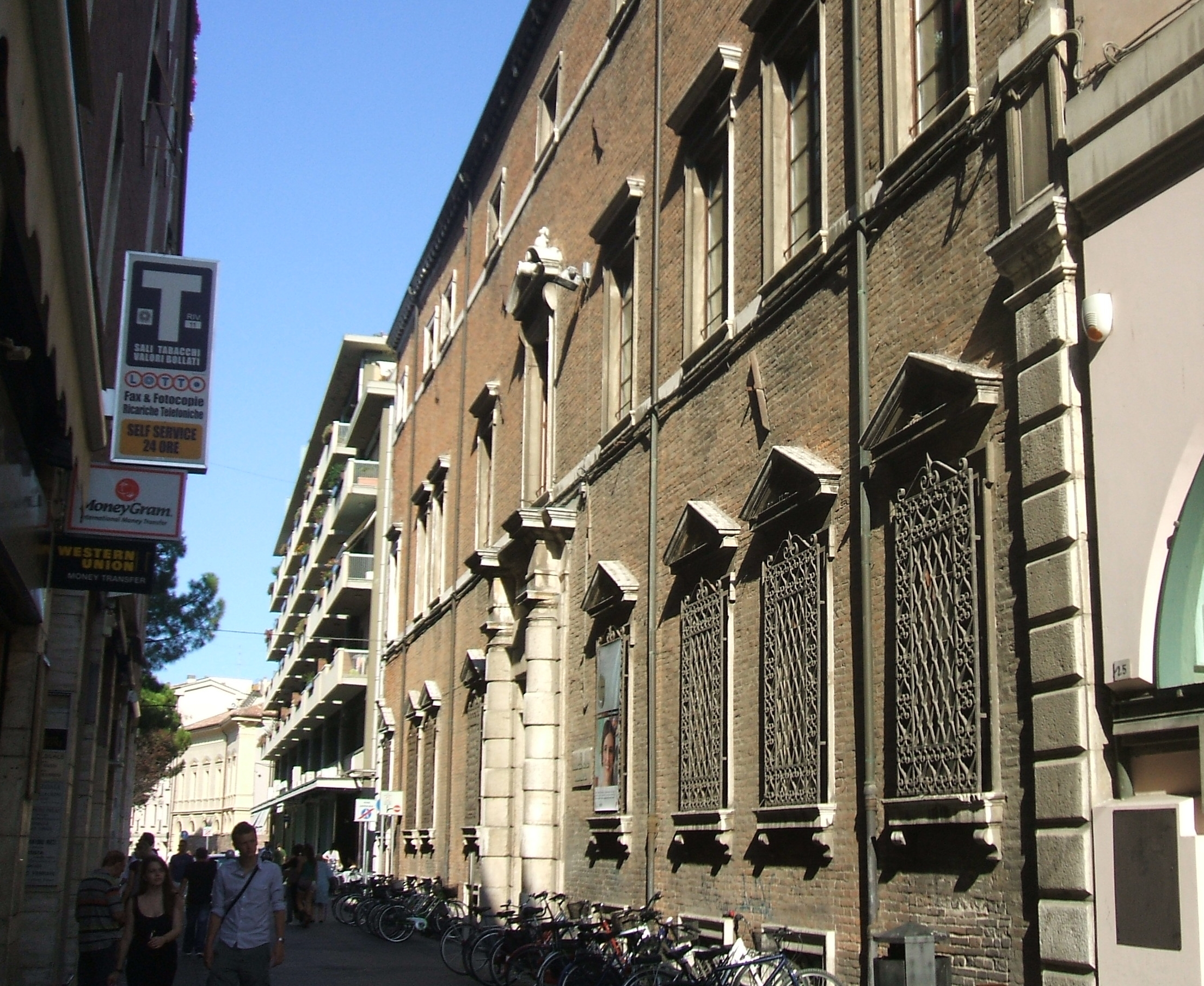
Palazzo Gambalunga

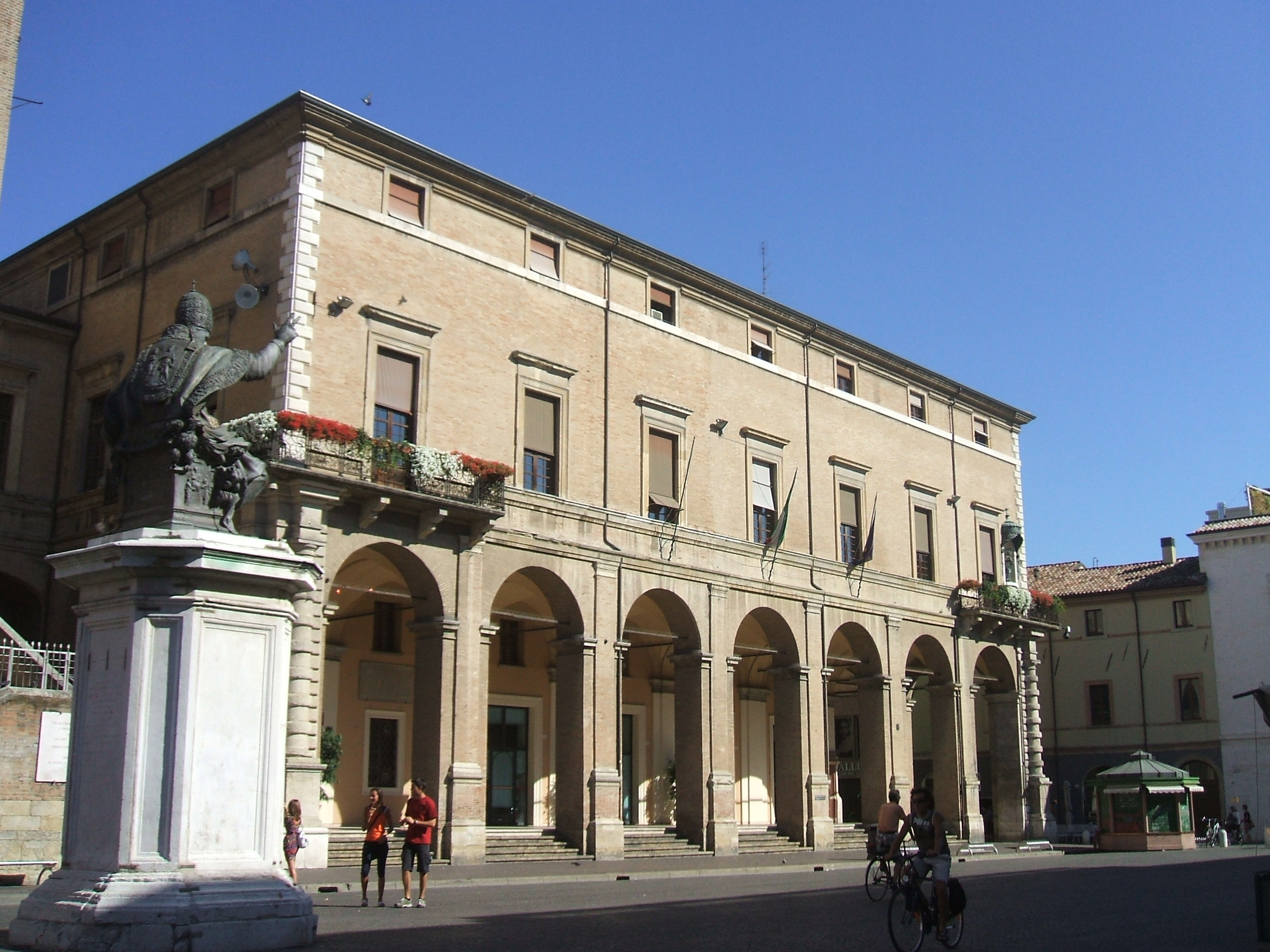
Palazzo Garampi

### Palazzo dell'Arengo
È il palazzo pubblico e uno dei principali monumenti dell'architettura civile di Rimini, sede del Consiglio generale del libero Comune. Fu costruito nel 1204 e rimaneggiato nel XVI e XVII secolo; il restauro del 1919-25 lo riportò alle forme originarie. La facciata è a due ordini, uno inferiore a portico, con grandi arcate ogivali su robusti pilastri, e uno superiore aperto da quattro polifore ad arco e coronato da merli. Sulla destra uno scalone esterno a due rampe conduce alla torre, alla cui sommità è posta la “campana del popolo”, del 1683. Nel grande salone dell'Arengo, al primo piano, si tenevano le adunanze del consiglio cittadino.

### Palazzo del Podestà
Il palazzo del Podestà fu edificato intorno al 1330 come residenza per il signore della città ed è ricordato come “Palatium novum” o “palazzo della Ragione”. Fu molto rimaneggiato nei secoli e trasformato nelle forme attuali da un restauro stilistico, compiuto nel 1924 sulla base degli elementi architettonici originali presenti nel fronte posteriore. La facciata è a due ordini, con arcate gotiche al piano terra e monofore al piano superiore, ed è coronata da una merlatura.

### Palazzo Buonadrata
Fu edificato nel XVIII secolo dal marchese Ercole Buonadrata ed era sede di uffici della Cassa di Risparmio di Rimini. Il palazzo ha una monumentale facciata a quattro ordini di finestre e un grande portale ad arco di trionfo che sorregge il balcone del piano nobile. Vi soggiornarono la regina di Napoli, Napoleone Bonaparte e Giuseppe Garibaldi.

### Palazzo della Cassa di Risparmio
Fu costruito nel 1912 su modello di celebri palazzi fiorentini del Rinascimento su progetto di Paolito Somazzi. La facciata ha tre piani a bugnato con finestre centinate a bifora e un ricco cornicione.

### Palazzo Cima
Fu costruito nel XVII secolo sul corso d'Augusto dalla famiglia Cima e rimaneggiato nel secolo successivo. Il fronte principale ha al piano terra un solenne portale e grandi finestre al piano nobile. Nel 1940 la facciata del palazzo fu smontata e ricostruita arretrata di 5 metri per allargare il corso.

### Palazzo Gambalunga
È uno dei più monumentali palazzi della città e sede dal 1614 della biblioteca Gambalunghiana. Fu costruito tra il 1610 e il 1614 da Alessandro Gambalunga in forme rinascimentali. Il palazzo ha due ordini di finestre più un mezzanino e un grande portale in pietra d'Istria sulla facciata principale. Ha un cortile interno a portici su tre lati, dal quale uno scalone sale al piano nobile, dove si conservano quattro sale del XVII e XVIII secolo, con librerie e scaffalature originali e fondi bibliografici antichi di grande valore.

### Palazzo Garampi
Fu edificato nel 1562 in piazza Cavour, quando fu demolita l'antica chiesa di S. Silvestro, con le case adiacenti ad essa; distrutto da un terremoto nel 1672, fu ricostruito nel 1687. È sede del municipio di Rimini. Il palazzo ha un alto portico sopraelevato su una gradinata e due balconi affacciati sulla piazza. All'angolo con il corso d'Augusto si trova una statua bronzea della Vergine.

### Palazzo Ghetti
Fu costruito nel 1857 in stile neoclassico come sede di una fabbrica di zolfanelli fosforici. La facciata ha un bugnato al piano terra e paraste di ordine gigante ai piani superiori. Ha un impianto articolato, con una corte interna e portici che collegano con un'elegante prospettiva i due fronti dell'edificio.

### Palazzo Gioia
Fu edificato nel 1604 da monsignor Pietro Pavoni e ospitò nei secoli Napoleone Bonaparte, Luigi Carlo Farini e Giuseppe Garibaldi. Il palazzo subì gravissime distruzioni durante la seconda guerra mondiale e fu ricostruito in forme moderne come sede di un istituto di credito, con un grande salone illuminato da una copertura vetrata. Il fronte sul corso d’Augusto conserva in parte gli elementi architettonici originali e il portale in pietra.

### Palazzo Ricciardelli
Il palazzo fu costruito nel 1448 in corso d’Augusto, di fronte alla piazzetta dei Servi, e fu nel Rinascimento uno dei più importanti palazzi della città. Fu trasformato nell’Ottocento e gravemente danneggiato dai bombardamenti nella seconda guerra mondiale. È sede della facoltà di Scienze della Formazione.

### Canevone di S. Maria della Misericordia
È un edificio risalente al XII-XIII secolo, costruito come magazzino per il grano o per il sale, o come bottega per la vendita del vino. Sulla facciata è conservato uno stemma in pietra del 1683, che ricorda che l’edificio appartenne all’Abbazia di S. Maria della Misericordia di Venezia.

## Ponti

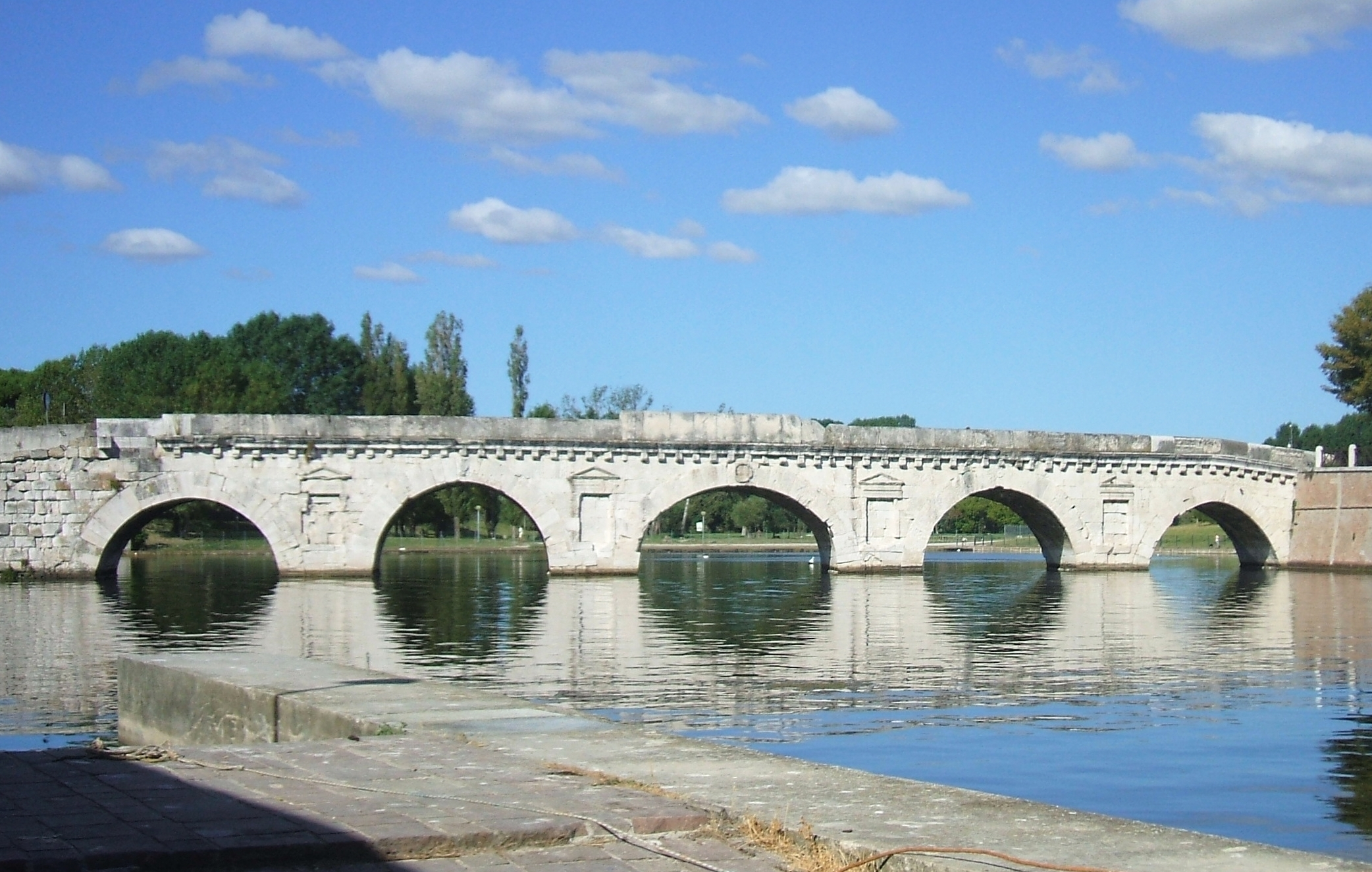
Il Ponte di Tiberio

### Ponte di Tiberio
Il Ponte di Tiberio è uno tra i più grandiosi e meglio conservati ponti romani superstiti e simbolo della città. È detto anche “di Augusto” poiché la costruzione fu iniziata sotto Augusto, a partire dal 14 d.C., e terminata nel 21 d.C. da Tiberio. Costruito in pietra d'Istria, il ponte è lungo 62 metri e largo 8,65, ed è composto da cinque arcate di diversa ampiezza: quella centrale, la più grande, ha una luce di 10,5 metri, mentre le altre variano da 8,70 a 8,80 metri. Le sei pile sono oblique rispetto all'asse del ponte per meglio assecondare la corrente del fiume e assicurare quindi una maggiore resistenza. I fronti delle pile sono decorati nella parte centrale da semplici edicole, sotto le quali sporgono sproni lapidei con funzione di frangiflutti. Nel serraglio di alcune arcate, sia a monte che a mare, sono scolpiti in rilievo emblemi che ricordano cariche ed onori tributati ad Augusto: sulle arcate a monte sono presenti una brocchetta, un clipeo con umbrone schiacciato ed un lituo, mentre su quelle a mare figurano una corona di quercia e una patera.

## Teatri

### Teatro Amintore Galli
Il teatro, inizialmente dedicato Vittorio Emanuele II, fu progettato in forme neoclassiche da Luigi Poletti come monumentale sfondo di piazza Cavour. Fu solennemente inaugurato nel 1857 con la prima de “L'Aroldo” di Giuseppe Verdi, diretta personalmente dal maestro. Nel dicembre 1943 fu in gran parte distrutto dai bombardamenti. Il foyer, preceduto da un portico su colonne ioniche, ospita al suo interno tre grandi sale – la sala delle colonne al piano terra, la sala Ressi e quella per la preparazione delle maschere al primo piano – e un loggiato al piano superiore affacciato sulla piazza. La grande sala comprendeva 71 palchi coronati da un loggione e poteva ospitare fino a 1.400 spettatori.

## Torri

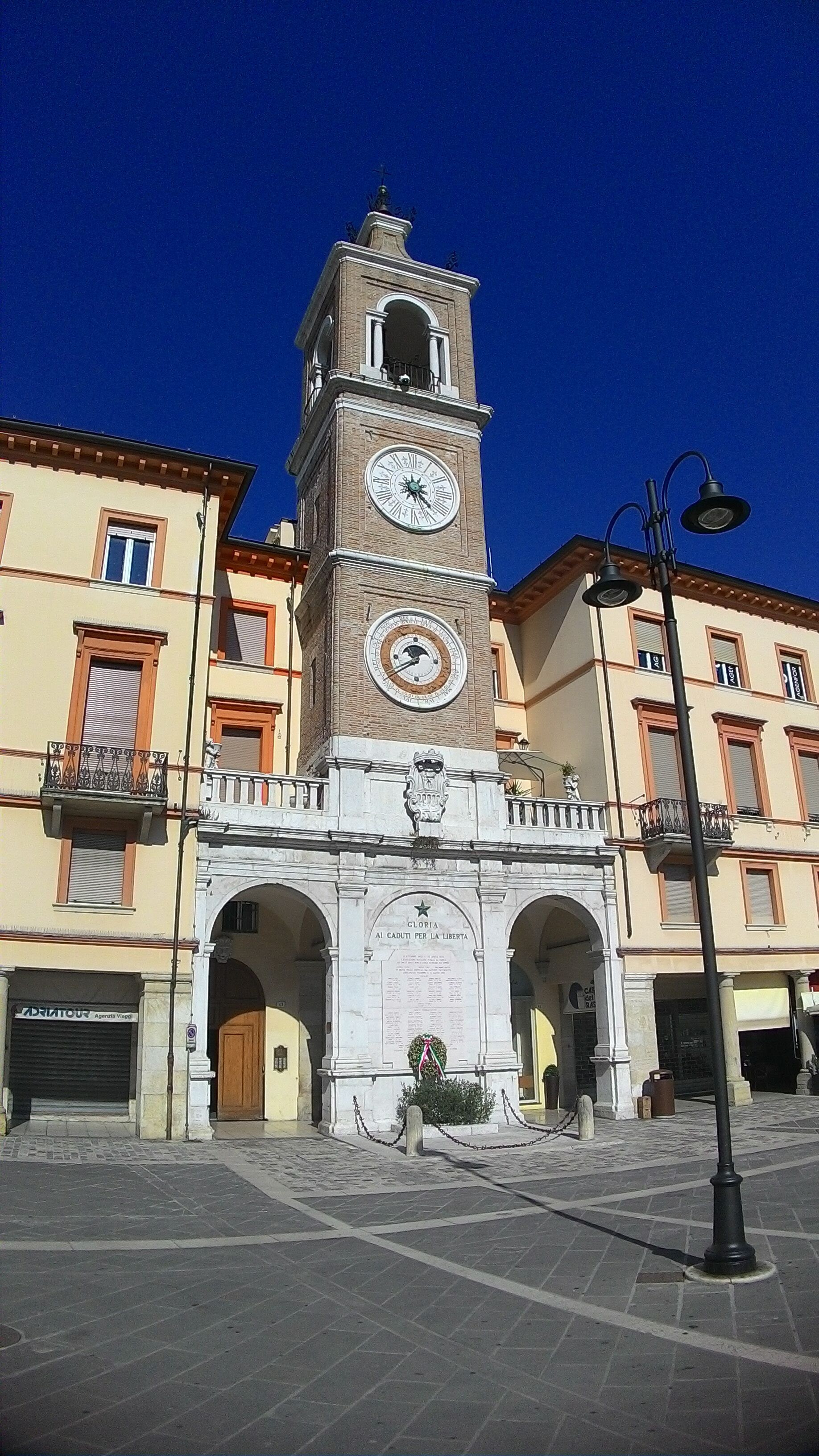
La Torre dell'orologio in Piazza tre martiri

### Torre dell'orologio
Fu costruita nel 1547 sul luogo delle antiche beccherie e riedificata nel 1759 su progetto di Giovan Francesco Buonamici. Nel 1875 un'altra scossa determinò il crollo della cella campanaria, la cui ricostruzione, avvenuta solo nel 1933, restituì alla torre l'aspetto originario. La torre ha un orologio risalente al 1562, sotto il quale è posto un calendario perpetuo del 1750, decorato da formelle in terracotta raffiguranti i segni zodiacali, i mesi e le fasi lunari. L'arcata cieca centrale del portico della torre ospita il Monumento ai Caduti della seconda guerra mondiale.

## Ville

### Villa des Vergers
È la più grande e famosa tra le ville riminesi ed è situata sui colli di San Lorenzo in Correggiano, a circa 6 km dal centro della città.  La villa fu costruita nel XVII secolo dalla famiglia Diotallevi, acquistata nel 1843 dallo storico e archeologo francese Adolphe Noel des Vergers e interamente restaurata tra il 1880 e il 1890 su progetto di Arthur-Stanislas Diet. Il palazzo è un tipico esempio di eclettismo francese del periodo di Napoleone III, con un corpo centrale preceduto da un pronao a due ordini e affiancato da due ali laterali, e sale interne caratterizzate da arredi e decorazioni di gusto neoclassico. Intorno alla villa si estende un parco di circa 6 ettari, che comprende un parterre d'acqua, un giardino all'italiana ed uno all'inglese, con gruppi di lecci, pini e cipressi che inquadrano il palazzo in scenografiche prospettive.

### Villa Mattioli
La villa sorge sui colli di Vergiano, a circa 6 km dal centro della città, circondata da un parco all'inglese ricco di specie arboree di pregio, con notevoli esemplari di cedri, tigli, ippocastani, lecci, viburni e lillà. Fu progettata in stile neoclassico da Luigi Poletti e costruita nel 1853 per il marchese Audiface Diotallevi. La villa ha un corpo centrale a tre piani, con terrazze sorrette da portici sui due fronti, affiancato da ali laterali a due piani. Le splendide sale interne hanno pareti e volte affrescate con figurazioni e motivi vegetali.

## Villini

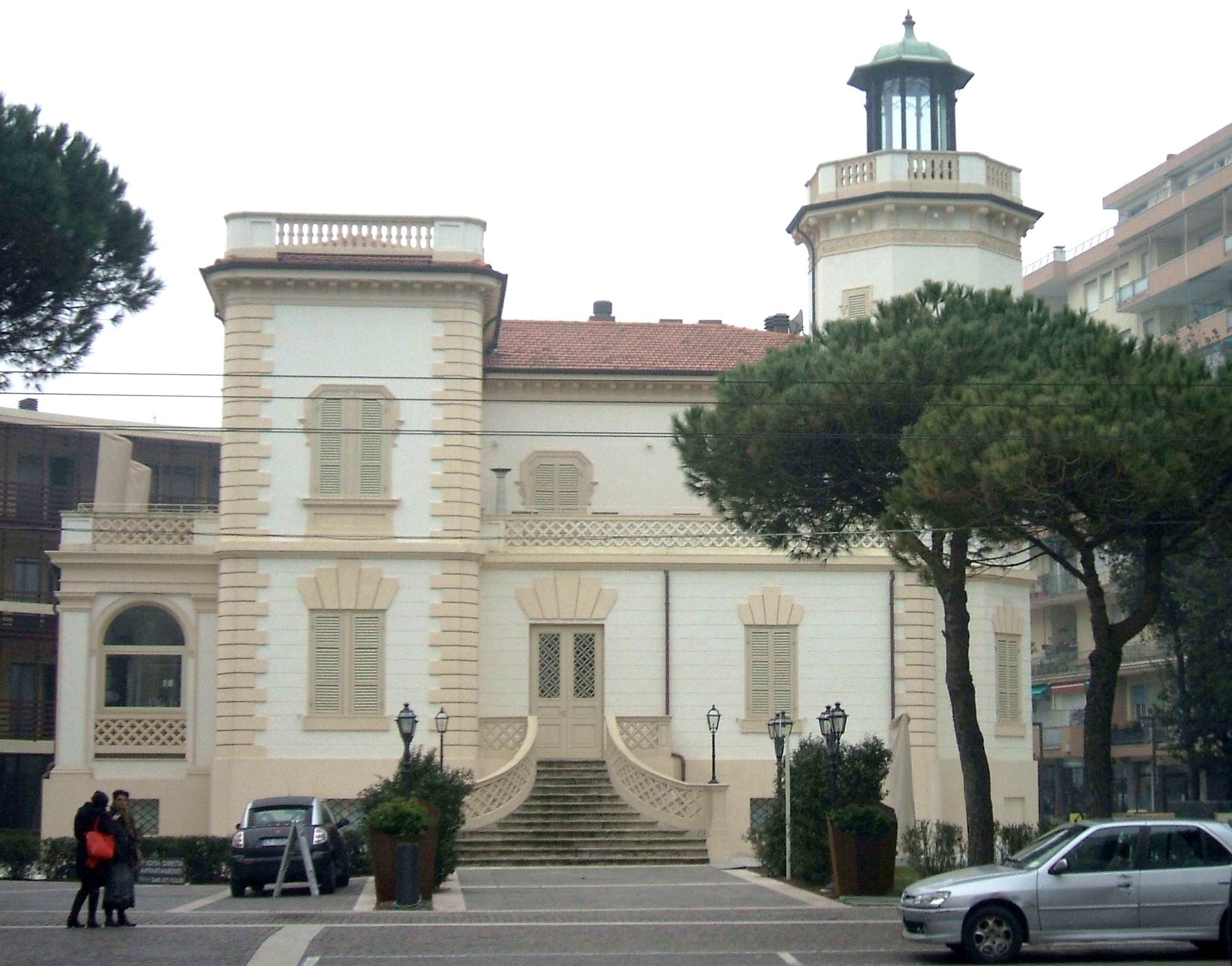
Villino Cacciaguerra

### Villino Baldini
Costruito nel 1870 in viale Principe Amedeo, fu il primo villino ad essere edificato al lido di Rimini da un privato, il conte Ruggero Baldini, che fu anche il fondatore del primo stabilimento balneare. È un semplice ed elegante edificio neoclassico, circondato da un giardino e da un'alta cancellata in laterizio.

### Villino Cacciaguerra
Il villino, in stile liberty, sorge in viale Vespucci e risale alla fine dell'Ottocento. Ha un impianto articolato, con un elegante scalone d'ingresso e una terrazza al primo piano, ed è affiancato da una torre ottagonale conclusa in sommità da una singolare lanterna.

### Villino Solinas
È un villino in stile neogotico, costruito in viale Principe Amedeo nel 1874, all'interno di un giardino chiuso da un monumentale cancello. L'edificio ha una pianta rettangolare, con un corpo centrale sovrastato da timpano e due ali leggermente più basse. La facciata sul viale presenta due ordini di finestre a sesto acuto dalla cornice riccamente decorata e un grande balcone al piano nobile.